# 218 pr. n. št.

## Dogodki
- Hanibal vdre v Italijo, zavzame Torino in porazi Scipija in Sempronija.
- v severni Italiji ustanovijo mesto Cremona.

## Rojstva
- Selevk IV. Filopator, vladar Selevkidskega cesarstva († 175 pr. n. št.)